# Harry Hooper (labdarúgó, 1933)
Harold Hooper (Pittington, 1933. június 14. – 2020. augusztus 26.) angol labdarúgó-középpályás. Apja Harry Hooper (1910–1963) labdarúgó.
Az angol válogatott tagjaként részt vett az 1954-es labdarúgó-világbajnokságon.

## Sikerei, díjai
Birmingham City
- Vásárvárosok kupája
  - döntős: 1958–60